# Котик, Валентина Петровна
Валенти́на Петро́вна Ко́тик (укр. Валентина Петрівна Котик; род. 8 января 1978, Белый Колодец, СССР) — украинская футболистка и футбольный тренер, известная прежде всего благодаря выступлениям в харьковском «Жилстрое-1» и женской сборной Украины. Мастер спорта Украины.

## Биография
Валентина Котик родилась в посёлке Белый Колодец Волчанского района Харьковской области. Жила в Полтавской области, занималась лёгкой атлетикой. В 16-летнем возрасте переехала тренироваться в спортивную школу в Запорожье, а через три года начала заниматься футболом. Защищала цвета футбольного клуба «Искра» (позже клуб был переименован в «Графит»).
После расформирования запорожской команды и длительного залечивания травмы Котик отправилась в Россию, где приняла предложение шахтинского «Дон-Текса». Через два года перешла в состав чемпиона России «Рязань-ТНК», который играл в Лиге чемпионов. Через два сезона Котик, вместе с командой ничего серьёзного не выиграв, перешла в «Надежду» Ногинск, которую позже оставила ради выступлений в московском «Спартаке», а затем вернулась обратно. С 2007 года привлекалась к играм молодёжной сборной Украины по футболу, принимала участие в финальной части чемпионата Европы 2009. С 2008 по 2010 год играла в ШВСМ «Измайлово», впоследствии в клубах «Зоркий» и «Мордовочка».
В 2013 году Котик вернулась в Украину, где продолжила выступления в ЖФК «Жилстрое-1», вместе с которым трижды подряд становилась чемпионкой Украины. По завершении сезона-2015 закончила активные выступления, в феврале 2016 года получила тренерскую лицензию категории «С», а в октябре — категории «B». Входила в тренерский штаб ЖФК «Жилстрой-1». В розыгрыше Лиги чемпионов 2016/17 выполняла обязанности главного тренера клуба, кроме неё никто из тренеров харьковской команды не имел действующей тренерской лицензии, что было требованием УЕФА.
В декабре 2017 стала главным тренером ФК «Жилстрой-1», в том же году её признали лучшим тренером Украины в ежегодном голосовании по версии интернет-издания "Женский футбол Украины".
Под руководством Валентины Котик клуб стал чемпионом Украины и выиграл кубок, таким образом сделав золотой дубль. В том же году клуб преодолел групповой этап Лиги чемпионов, однако уступил в 1/16 финала шведским спортсменкам из «Линчёпинга».

## Достижения

### Как игрок
- Чемпион Украины (3): 2013, 2014, 2015
- Серебряный призёр чемпионата России (2): 2006, 2011/12
- Бронзовый призёр чемпионата России (2): 2005, 2007
- Обладатель Кубка Украины (3): 2013, 2014, 2015
- Финалистка Кубка России (2): 2006, 2011/12

### Как тренер
- Чемпион Украины (1): 2018
- Обладатель Кубка Украины (1): 2018